# Championnat de Yougoslavie de football 1960-1961
Navigation
Saison précédente Saison suivante
La saison 1960-1961 du Championnat de Yougoslavie de football est la trente-deuxième édition du championnat de première division en Yougoslavie. Les douze meilleurs clubs du pays prennent part à la compétition et sont regroupées en une poule unique où chaque formation affronte deux fois ses adversaires, à domicile et à l'extérieur. En fin de saison, les deux derniers du classement sont relégués et remplacés par les deux meilleures équipes de deuxième division.
C'est le club du FK Partizan Belgrade qui remporte la compétition, en terminant en tête du classement final, avec un point d'avance sur le tenant du titre, le FK Étoile rouge de Belgrade et deux sur le Hajduk Split. C'est le 3e titre de champion de Yougoslavie de l'histoire du club.

## Les clubs participants
| - Partizan Belgrade - Dinamo Zagreb - FK Étoile rouge de Belgrade - Hajduk Split - FK Vojvodina Novi Sad - NK Rijeka | - Velez Mostar - FK Radnički Jugopetrol Belgrade - OFK Belgrade - RNK Split - Promu de D2 - FK Sarajevo - FK Vardar Skopje - Promu de D2 |

## Compétition

### Classement
Le classement est effectué en utilisant le barème classique (victoire à 2 points, match nul un point, défaite zéro point).
| Rang | Équipe                          | Pts | J  | G  | N | P  | Bp | Bc | Diff |
| ---- | ------------------------------- | --- | -- | -- | - | -- | -- | -- | ---- |
| 1    | FK Partizan Belgrade            | 32  | 22 | 15 | 2 | 5  | 53 | 23 | +30  |
| 2    | FK Étoile rouge de Belgrade     | 31  | 22 | 13 | 5 | 4  | 38 | 21 | +17  |
| 3    | Hajduk Split                    | 30  | 22 | 13 | 4 | 5  | 34 | 22 | +12  |
| 4    | Dinamo Zagreb                   | 27  | 22 | 10 | 7 | 5  | 36 | 27 | +9   |
| 5    | FK Vojvodina Novi Sad           | 23  | 22 | 10 | 3 | 9  | 32 | 29 | +3   |
| 6    | OFK Belgrade                    | 23  | 22 | 8  | 7 | 7  | 30 | 30 | 0    |
| 7    | NK Rijeka                       | 22  | 22 | 10 | 2 | 10 | 32 | 36 | -4   |
| 8    | FK Sarajevo                     | 18  | 22 | 6  | 6 | 10 | 33 | 39 | -6   |
| 9    | Velez Mostar                    | 17  | 22 | 5  | 7 | 10 | 27 | 39 | -12  |
| 10   | FK Vardar Skopje (P)            | 17  | 22 | 6  | 5 | 11 | 21 | 36 | -15  |
| 11   | RNK Split (P)                   | 16  | 22 | 5  | 6 | 11 | 29 | 48 | -19  |
| 12   | FK Radnički Jugopetrol Belgrade | 8   | 22 | 4  | 0 | 18 | 33 | 58 | -25  |

|  | Qualification pour la Coupe d'Europe des clubs champions 1961-1962                                |
|  | Qualification pour la Coupe des Coupes 1961-1962                                                  |
|  | Qualification pour la Coupe des villes de foires 1961-1962                                        |
|  | Relégation directe en deuxième division                                                           |
|  | (T) : Tenant du titre (C) : Vainqueur de la Coupe de Yougoslavie (P) : Promu de deuxième division |

## Bilan de la saison
| Championnat de Yougoslavie de football 1960-1961                        |                                 |
| Champion                                                                | FK Partizan Belgrade (3e titre) |
| Coupes et trophées                                                      |                                 |
| Vainqueur de la Coupe de Yougoslavie 1960-1961                          | FK Vardar Skopje                |
| Qualifications continentales                                            |                                 |
| Coupe d'Europe des clubs champions 1961-1962                            | FK Partizan Belgrade            |
| Coupe des Coupes 1961-1962                                              | FK Vardar Skopje                |
| Coupe des villes de foires 1961-1962                                    | FK Vojvodina Novi Sad           |
| Coupe des villes de foires 1961-1962                                    | FK Étoile rouge de Belgrade     |
| Coupe des villes de foires 1961-1962                                    | Dinamo Zagreb                   |
| Promotions et relégations                                               |                                 |
| Promus en Prva Liga                                                     | Borac Banja Luka                |
| Promus en Prva Liga                                                     | FK Novi Sad                     |
| Relégués en Championnat de Yougoslavie de football de deuxième division | RNK Split                       |
| Relégués en Championnat de Yougoslavie de football de deuxième division | FK Radnički Jugopetrol Belgrade |